# Рудолф Сремец
Рудолф Сремец (Винковци, 18. август 1909 — Загреб, 16. децембар 1999) је био хрватски редитељ и сценариста, филмски критичар и теоретичар.

## Кратка биографија
По завршетку Филозофског факултета у Загребу (славистика, француски језик и историја), неко време је радио као гимназијски професор. Филмове је почео да снима 1945. године, када је запослен у Државној филмској компанији ДФЈ (Демократска савезна Југославија) - Дирекција за Хрватску. У почетку је радио на пропагандном филму, затим је постао драматург и директор документарних филмова, већину тих филмова снимио је за Јадран филм и Зора филм .

## Каријера
Рудолф Сремец снимио је око 90 кратких филмова, за које је сам написао сценарио.
Његов предмет интересовања била је нарочито његова родна Славонија, људи и обичаји, село и његове метаморфозе у сукобу старог и новог.
Прву значајну награду добио је 1953. године на Берлинском фестивалу, за документарни филм: Успавана лепотица, прича о културно-историјским споменицима града Трогира. Тада је његов филм Црне воде (1956), о лепотама Копачког рита, награђен за фотографију на фестивалима у Кану и Београду. Анимирани филм Душана Вукотића, Сурогат, за који је Сремец написао сценарио, добио је Оскара 1962. године.
1963. режирао је Људи на точковима, врло критичан филм о сељачким радницима који свакодневно путују на посао и њиховој тешкој и јадној стварности јер су морали устати у глуво доба ноћи па радити да би се кући вратили предвече. За овај филм награђен је Златним змајем на Фестивалу у Кракову и другом наградом за режију на Фестивалу у Београду. За Учитељицу плеса (1969), филм о путујућем сеоском учитељу плеса и Време тишине (1971), о тадашњем славонском обичају старих људи који смрт чекају у умирућој кући (стану на крају села), добио је посебне награде на Фестивалу кратког и документарног филма у Београду.
Сремец се опробао и у режији краткометражних играних филмова - Опклада Господина Грина (1971) Радио је и за телевизију, па је режирао низ популарних научних и образовних програма за ТВ Загреб и ТВ Београд.
Од 1963. до 1969. предавао је историју филма и филмског језика на Филозофском факултету у Загребу, а на неки начин био је оснивач филмологије код професора Иве Хергешића. Рудолф Сремец се такође бавио филмском критиком, теоријом и популаризацијом филма, дуги низ година био је уредник часописа Филмска култура . Аутор је књиге Поглед на филм (Загреб, 1979).
Рудолф Сремец такође је био укључен у организацију филмског живота, дуги низ година био је председник југословенске секције FIPRESCI (Међународна федерација филма и филмског новинарства), био је чест члан жирија на разним међународним фестивалима (нпр. Оберхаузен, Манхајм и Краков ) и домаћих фестивала (Пула). Рудолф Сремец је добио неколико високих државних медаља, укључујући награду Владимир Назор за животно дело 1977.

## Филмографија

### Режија документарних филмова
- Крлежа - школовање у Мађарској (1991)
- Емисија за Јужне Словене (1979. )
- Античке игре (1975. )
- Храст (1974. )
- Време тишине (1971. )
- Наступају Анка и Јулика (1971. )
- Учитељ плеса (1969. )
- Зелена љубав (1968. )
- Годишња доба (1965. )
- Земља (1964. )
- Људи на точковима (1962. )
- Брод плови за Загреб (1961. )
- Скулптор и материја (1959) документарни филм
- Генерацијски говор : генерације говоре : Југословенска енциклопедија (1957. )
- Црне воде (1956. )
- Успавана лепотица (1953. )
- Изложба средњовековне уметности народа Југославије (1951. )
- Догађај у Раши (1950. )
- Југословенске народне игре (1948. )
- Воз 51 (1947. )
- Корали и сунђери (1947. )

### Сценарио
- Сурогат (1961. )
- Брод плови за Загреб (1961. )
- Вајар и материја (1959. )
- Црне воде (1956. )
- Успавана лепотица (1953. )

### Књиге
Рудолф Сремец: Поглед на филм : критике и есеји, Загреб : Накладни завод Матице хрватске, 1979.